# St. Josef (Bloischdorf)

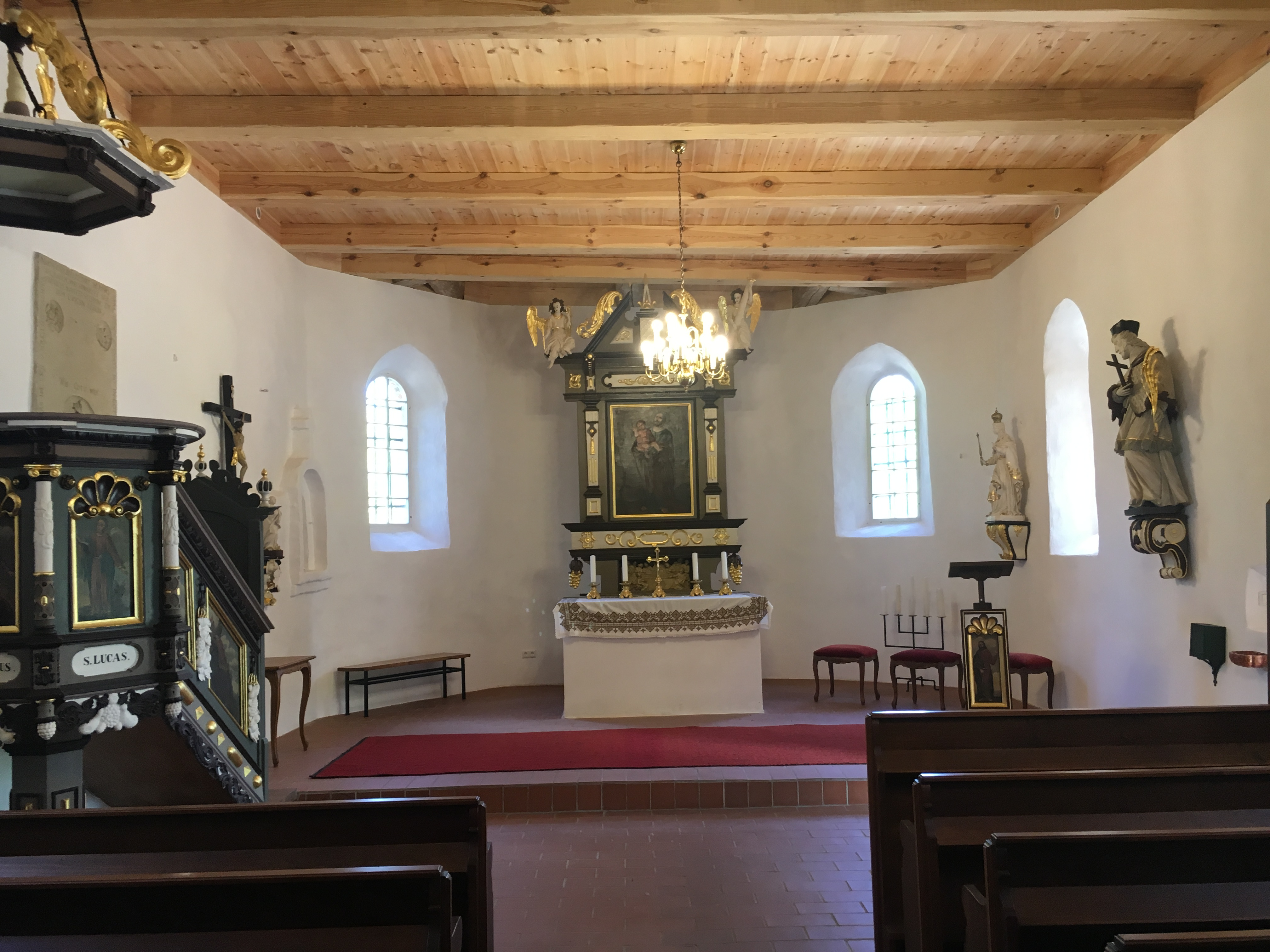

Die Dorfkirche St. Josef (auch Dorfkirche St. Joseph) in Bloischdorf ist eine römisch-katholische Kirche und gehört zur Pfarrei St. Benno Spremberg im Bistum Görlitz. Das mittelalterliche Bauwerk ist die älteste Kirche im Altkreis Spremberg und gilt als einzige katholische mittelalterliche Dorfkirche im Land Brandenburg. Sie ist jährlich am Himmelfahrtstag Ziel einer regionalen Wallfahrt.

## Architektur und Ausstattung

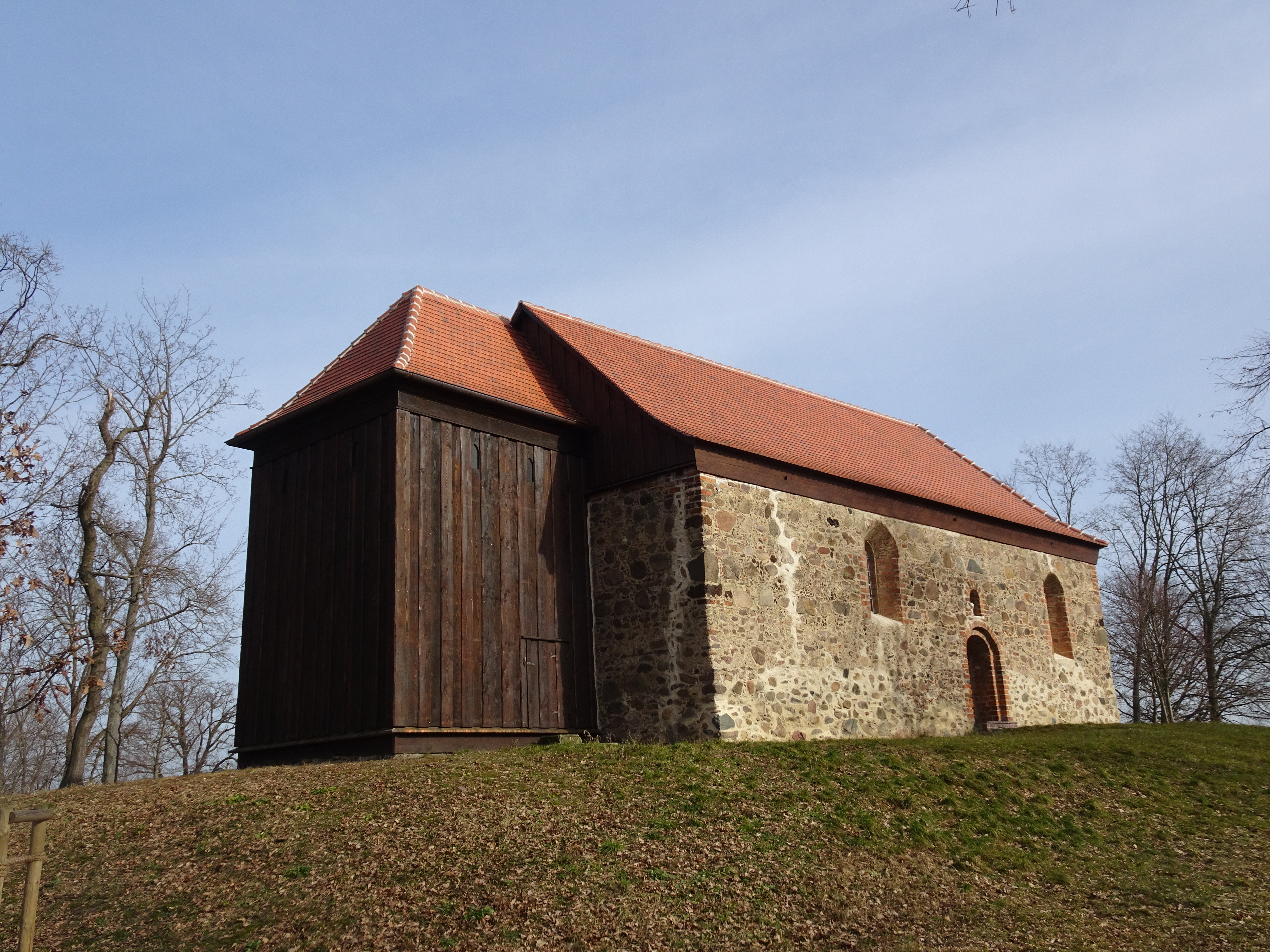
Kirche von Südwesten aus gesehen.

Die Dorfkirche St. Josef ist ein schlichter Saalbau aus der Zeit der Spätgotik mit dreiseitigem Ostschluss aus Feldsteinmauerwerk. Der Chor und die Nordwand des Sakralgebäudes verfügen über spitzbogige Fenster. In ihrem Inneren verfügt die Kirche über eine Westempore sowie eine Balkendecke. Die Kirche wurde 1728–1730 durch die Chorherren des Augustinerchorherrenstiftes Sagan mit ursprünglich nicht zusammengehörendem Inventar ausgestattet. Der frühbarocke Altaraufsatz stammt aus dem 17. Jahrhundert, wobei das Altarblatt im 19. Jahrhundert erneuert wurde. Die hölzerne Kanzel stammt ebenfalls aus dem 17. Jahrhundert. In der Nordwand vermauert befindet sich ein Grabstein von 1590 für Th. Gode. Die Glocke im westlichen Fachwerkturm, der die innen vermauerte spätgotische Eingangspforte verdeckt, trägt die Jahreszahl 1663. Sie wurde in Frankfurt (Oder) von Franz Sebastian Voillard gegossen.

## Geschichte
In den Matrikeln des Bistums Meißen von 1495 wird die Pfarrei Bloischdorf mit einem Verweis auf das Jahr 1346 erwähnt und gehörte damals zum Erzpriestersitz (Dekanat) Spremberg. Im Jahr 1540 wurde in Spremberg und in den umliegenden Pfarreien endgültig die Reformation eingeführt, nachdem bereits seit 1532 die neue Lehre Eingang gefunden hatte. Durch die Beschlüsse des Westfälischen Friedens kam Bloischdorf als Teil des Herzogtums Sagan wieder unter den Einfluss der böhmischen Krone und die Kirche wurde 1668 wieder katholisch. Für die Herrschaft galt zwar das Prinzip cuius regio, eius religio, jedoch blieb die Bevölkerung des Dorfes weiterhin evangelisch. Die Bloischdorfer Gemeinde wurde fortan in Graustein betreut. Die Sorge für die rekatholisierte Kirche fiel an den katholischen Pfarrer von Gräfenhain, zu dessen Pfarrei Bloischdorf als mater adjuncta (wörtlich: angehängte Mutter) beigeordnet wurde. 1857 wurde für die in Muskau wieder entstandene katholische Gemeinde ein Pfarrer von Bloischdorf mit Sitz in Muskau ernannt. 1861 wurde Muskau als Pfarrei errichtet und die Bloischdorfer Kirche blieb bis 1999 mater adjuncta von Muskau. Seit 2000 ist Bloischdorf offiziell Filialkirche der Pfarrei Spremberg, auch wenn Unterhalt und Pflege der Kirche bereits seit längerem von der Spremberger Gemeinde bestritten wurden. In den Jahren 2017 und 2018 machten kirchliche und öffentliche Fördergelder  umfangreiche Erhaltungsmaßnahmen an Turm, Dach und Innenraum möglich.

## Wallfahrt
Seit 1947 ist die Kirche Ziel einer jährlichen Wallfahrt. Ursprünglich wurde diese durch den damaligen Jugendseelsorger des Erzbischöflichen Amtes Görlitz Heinrich Theissing als regionale Jugendwallfahrt an Christi Himmelfahrt ins Leben gerufen, entwickelte sich jedoch schnell zu einer Familienwallfahrt, da in späteren Jahren auch die früheren Teilnehmer dieser Wallfahrt treu blieben. Der Himmelfahrtstag wurde gewählt, weil der zuständige Pfarrer von Bad Muskau dem Recht nach verpflichtet war, einmal im Jahr in Bloischdorf eine Hl. Messe zu feiern und das geschah immer an Christi Himmelfahrt. Nach der Abschaffung des Feiertages zu Christi Himmelfahrt in der DDR fand die Wallfahrt von 1968 bis 1989 am darauffolgenden Sonntag statt. Seitdem wird sie wieder am Himmelfahrtstag begangen. Seit 1962 werden nach diesem Gottesdienst Fahrzeuge gesegnet.